# ميراى بلين
ميراى بلين (بالفرنسية: Mireille Balin)‏ هي ممثلة فرنسية، ولدت في 20 يوليو 1909 بمونت كارلو في موناكو، وتوفيت في 9 نوفمبر 1968 في فرنسا. بدأت مشوارها المهني سنة 1932.

## وصلات خارجية
- ميراى بلين على موقع IMDb (الإنجليزية)
- ميراى بلين على موقع ألو سيني (الفرنسية)
- ميراى بلين على موقع أول موفي (الإنجليزية)
- ميراى بلين على موقع قاعدة بيانات الأفلام السويدية (السويدية)
- ميراى بلين على موقع قاعدة بيانات الفيلم (الإنجليزية)
- ميراى بلين على موقع كينوبويسك (الروسية)